# Кісляков Роман Федорович
Роман Федорович Кісляков (нар. 2 травня 1988, Орджонікідзе, Дніпропетровська область, УРСР) — український футболіст, півзахисник.

## Життєпис
Розпочав займатися футболом у дев'ять років у ДЮСШ рідного міста Орджонікідзе. Перший тренер — Володимир Ростиславович Глуздов. У 2001 році, коли Роману виповнилося 13 років, потрапив в інтернат донецького «Шахтаря», де провів два роки. Після цього займався в нікопольському клубі «Обрій». У дитячо-юнацькій футбольній лізі України виступав за донецький «Шахтар» і нікопольський «Обрій».
У 2007 році виступав в аматорській першості України за кіровоградську «Зірку», де провів 5 матчів та відзначився 1 голом. Також у 2007 році грав за команду «Нікополь» у чемпіонаті області. Першу половину сезону 2007/08 років провів у дублі криворізького «Кривбасу» та зіграв у молодіжному чемпіонаті 12 матчів, при чому у всіх матчах виходив на заміну.
Після цього Кісляков виступав за білоруський «Дніпро» з міста Могильов. У команді він грав під 37 номером. Усього за клуб провів 3 матчі в чемпіонаті Білорусі. У лютому 2009 року не зміг поїхати на збір команди в Польщу через проблеми з оформленням документів.
У травні 2010 року виступав у чемпіонаті області за нікопольський «Колос». Незабаром виступав вже в чемпіонаті ААФУ за «Електрометалург-НЗФ», в якому провів 5 матчів та відзначився 1 голом. У 2010 році разом з «Колосом» став чемпіоном та володарем Кубка Дніпропетровської області.
На початку 2011 року перейшов у литовський «Мажейкяй». У команді взяв 15 номер. Також окрім нього в команді грали й інші гравці з України: Костянтин Панін, Віталій Полянський, Сергій Жигалов, Сергій Лендєл, Віктор Довбиш, Вадим Антіпов, Владислав Чечеленко.
У лютому 2012 року перейшов у клуб «Круоя» з міста Пакруоїс. У команді взяв 77 номер. У «Круої» також виступали гравці з України: Максим Білик, Костянтин Маціон, Микита Філатов, Сергій Лендєл, Сергій Жигалов, Вадим Антіпов, Ростислав Дяків. 6 квітня 2012 року дебютував у чемпіонаті Литви в домашньому матчі проти «Банги» (1:0), Кисляков вийшов на 68-й хвилині замість Вадима Антіпова. За клуб зіграв всього в 1 матчі й незабаром покинув його.
Влітку 2012 року перейшов у дніпродзержинську «Сталь», за яку був заявлений 18 липня для участь у другій лізі чемпіонату України та Кубку України. Про запрошення в «Сталь» дізнався від Віталія Пантілова. У новій команді Роман взяв 22-й номер. 21 липня 2012 року дебютував у Другій лізі в складі команди у виїзному матчі проти «Гірник-Спорту» (0:3).